# Eucharistisch Hartkerk

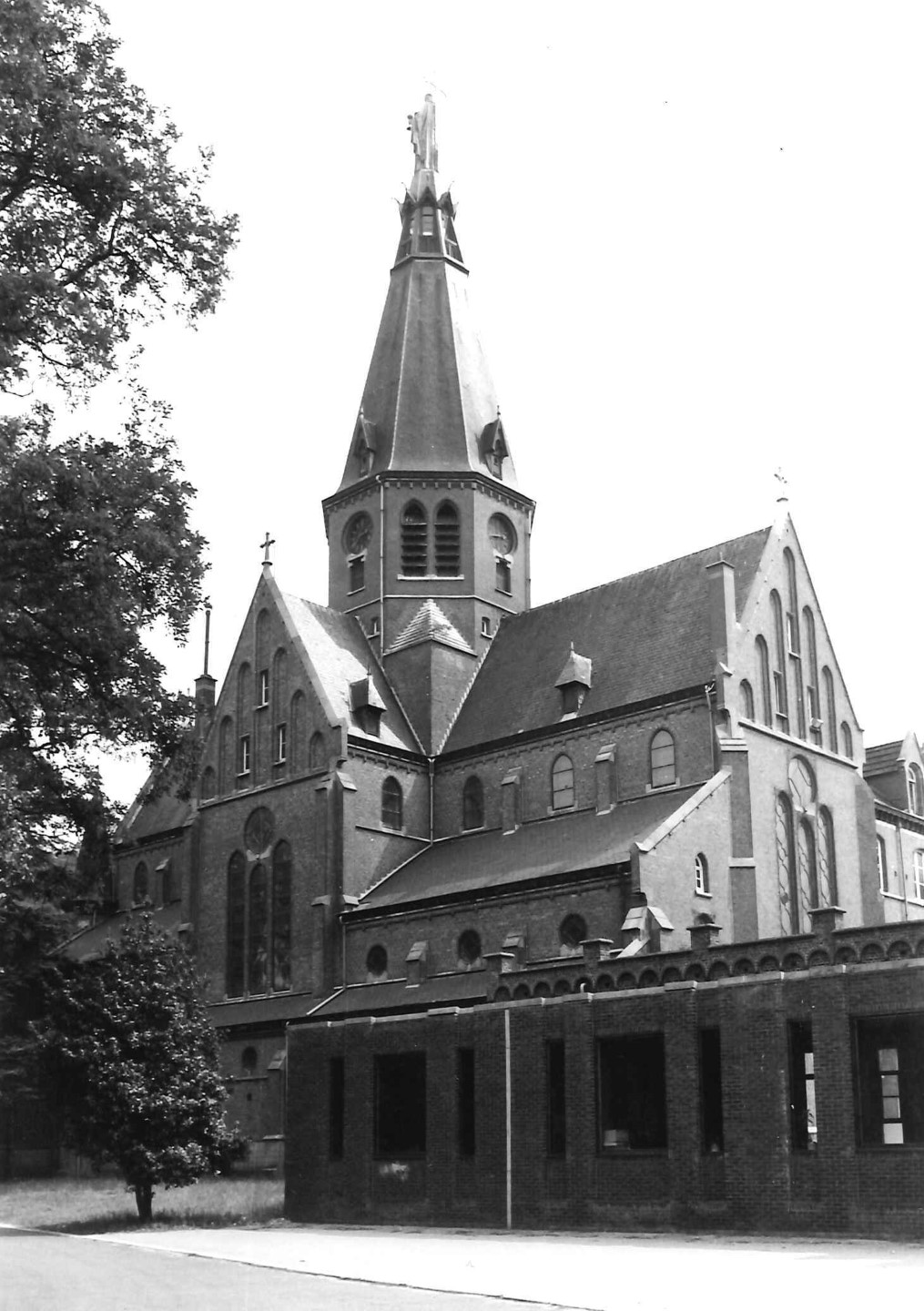
Eucharistisch Hartkerk

De Eucharistisch Hartkerk is een kloosterkerk gelegen aan Rouwmoer 7 in Essen.
De paters redemptoristen stichtten in 1906 een klooster en het College van het Eucharistisch Hart. Hierbij hoorde een bakstenen kerkgebouw in neogotische stijl, ontworpen door Georges Dhaeyer.
Het betreft een kruisbasiliek met achtkante vieringtoren die gesierd wordt door een verguld koperen Christusbeeld.